# Internát Lafranconi
Internát a menza Lafranconi je internát v Bratislavě. Dnes je to Internát Fakulty tělesné výchovy a sportu Univerzity Komenského Bratislava. Autorem je Klement Šilinger. Objekt byl realizován v rozpětí let 1927–1933 (1927 návrh 1. etapy, 1931 návrh 2. etapy, 1928–1929 realizace 1. etapy a 1932–1933 realizace 2. etapy).

## Situování
Autor vytvořil stavbu, která byla v době jejího vzniku odvážným a unikátním řešením. Objekt se nachází v přírodním prostředí, které však ruší dopravní komunikace při jej vstupní části. Okolní prostředí bylo původně přímo napojené na botanickou zahradu. V současnosti se propojení přerušilo vybudováním Mostu Lafranconi. Význam internátu je umocněn umístěním u vodního toku, kde působí jak nenásilná dominanta. Stavba je vhodně orientována na světové strany. Zalomená hmota objektu dotváří výraz fasády tvořené kombinaci omítaného a cihlového zdiva. Architekt Šilinger internát obohatil oválným schodištěm. Budovu situoval v blízkosti Dunaje v návaznosti na okolní pahorkatinu. Nachází se v zeleni s dostatečným místem pro sport a rekreaci.